# Колгейт-Палмолив
Колгейт-Палмолив (на английски: Colgate-Palmolive Company) е американска компания, производител на сапуни, почистващи препарати, паста за зъби, четки за зъби, както и на ветеринарни продукти.
Образувана е през 1928 г. след сливането на производителите на сапуни Colgate Company и Palmolive-Peet като Colgate-Palmolive-Peet Company. През 1953 г. приема сегашното си име.
Светът на грижите или просто „Colgate“. В над 200-годишната си история американската компания успява да създаде „вселена“, в която внимателните грижи във всяко едно отношение са важни. Е, днес всеки от нас определено асоциира името „Colgate“ с изобилие от различни видове паста за зъби. Да, така е. Компанията е сред световните лидери в производството на дентални продукти. Малцина обаче едва ли подозират, че към здравата и красива усмивка „Colgate“ добавя и специални грижи за кожата ни, за нашия дом и дори за любимците на четири лапи. С продажби от над 15 млрд. долара годишно компанията притежава изключително богат каталог. Произвежда пасти и четки за зъби „Colgate“, козметични продукти „Palmolive“, няколко собствени марки течни сапуни и почистващи препарати за дома и храна за домашни любимци „Hill's Pet Nutrition“. Именно това изобилие от продукти съставя „светът на грижите“, както екипът на компанията го нарича в мотото си. А през годините все повече потребители виждат, че това е „вселена“, в която специалното внимание към всеки е важно.
Историята на този свят започва през далечната 1806 г. Тогава Уилям Колгейт решава да стартира собствен бизнес. Основава компания „Colgate“, а това, с което иска да се занимава, е продажба на сапуни и свещи. Скоро след идеята, Уилям започва да предлага продуктите в Ню Йорк Сити. Оказва се и мястото, и продуктите са правилно избрани, защото десет години след старта предприемачът Колгейт вече вижда „плодовете“ от усилената работа. Бизнесът му започва да се рекламира по страниците на вестник „Ню Йорк Таймс“, а през 1820 г. се сдобива и със собствена фабрика в Джърси.
През годините компанията се развива изключително добре. Всъщност до 1857 г., когато трагичната загуба на основателя Уилям Колгейт разтърсва цялото семейство и поставя под въпрос бъдещето на бизнеса. Но не за дълго. Компанията получава името Colgate & Company и минава под ръководството на Самюел Колгейт, синът на основателя, който определено е наследил качествата на баща си. Така семейният бизнес продължава да жъне успех след успех. Този, с който Самюел дебютира е през 1872 г., когато се появява Casmire Bouquet – първият парфюмиран тоалетен сапун, регистриран под собствена марка на Colgate & Company. Година след това, компанията представя и продуктът, който ще ѝ донесе световна слава и популярност до днешни времена – пастата за зъби Colgate. За разлика от модерния вариант в тубичка, който ние познаваме обаче, първата паста за зъби Colgate се предлага в малко пластмасово шишенце. Това е така до 1896 г., когато шишенцето е заменено от тубичката.
През 1906 г. Colgate & Company празнува своята 100-годишнина. Каталогът включва над 800 различни продукта, но безспорно гамата за дентална грижа заема водеща роля. Всъщност сдобива с популярност и доверие дотолкова, че през 1911 г. два милиона четки и пасти за зъби Colgate се разпространяват в американските училища за организирането на образователен проект, който да покаже стъпките за ефективна дентална грижа. Скоро след успешната програма, марката Colgate започва да се предлага в Канада, а не след дълго става позната на множество потребители от Европа, Азия, Латинска Америка и Африка. Очевидно началото на 20-те години е изключително успешно. Но същото важи и за краят им. През 1928 г. Colgate придобива марката Palmolive и оттогава започва да предлага козметични продукти в каталога си. Едва ли някой подозира, че освен Colgate, новото попълнение също ще има много важна роля. Е, след сливането, козметичната марка постига дотолкова голям успех, че името на компанията се променя на Colgate-Palmolive. Гамата от дентални продукти обаче съвсем не изостава. За да продължава да поддържа доверието в нея, екипът на компанията не спира да създава нови формули. Всяка от тях разработва във вече собствен изследователски център, намиращ се в Пискатауей, Ню Джърси. Всъщност създаването на нови и все по-усъвършенствани формули никак не е лесна задача. С дългогодишен опит обаче Colgate е наясно, че единственият полезен помощник могат да бъдат научните изследвания. Затова след появата на собствен изследователски център, компанията придобива лабораториите Hoyt Laboratories, които по-късно получават името Colgate Oral Pharmaceuticals, а основен фокус е разработването на нови и нови дентални продукти. С усилената работа и резултатът се появява: през 1968 г. Colgate добавя флуор в пастата за зъби, за който е клинично доказано, че намалява риска от образуване на кариес. Няколко години след това компанията представя четката за зъби Colgate Plus, a през 90-те е въведена иновативната паста Colgate Total, която осигурява комплексна грижа за здравето и белотата на зъбите и дори 12-часова защита срещу бактериите.
С течение на времето екипът в лабораториите на Colgate нито за миг не спира да разработва нови формули. Днес марката предлага всичко необходимо за ежедневната дентална грижа, както на малчуганите, така и на възрастните. Детски пасти за зъби Smiles в атрактивна цветна опаковка със забавни герои и специално разработен състав се грижат за зъбите на малчуганите. Дори и сред четките има специални предложения: четка за зъби, която осигурява ефективни грижи с проектиран дизайн за максимално удобство на детето и с весели картинки и ярки цветове, които превръща миенето на зъбките в голямо забавление. В гамата за възрастни Colgate също разработва специални формули, а изборът е толкова голям, че успява да осигури не само ежедневните дентални грижи, но и да отговори на нуждите на всеки потребител. Разбира се, всеки продукт се създава съобразно най-новите научни открития. Иновативна течна формула Colgate 2 in 1 Whitening с избелващ ефект комбинира в едно паста за зъби и вода за уста, специална грижа против кървене на венците, наречена Colgate Total Pro Gum Health или паста Sensitive Pro Relief, създадена за облекчение на болката при чувствителност на зъбите. И за да предложи всичко необходимо за цялостната дентална грижа, Colgate включва в каталога разнообразие от четки за зъби, сред които иновативните Colgate 360° Deep Clean и Colgate MaxWhite. Разбира се, допълнителните стъпки в грижите не са пренебрегнати и гамата включва също различни видове вода за уста и конец за зъби.
През дългия път обаче вниманието на Colgate е насочено не само към перфектната рецепта за създаване на дентални продукти. Основен фокус е поставен и върху организирането на изключително полезни за потребителите проекти. Сред тях е Bright Smiles, Bright Futures – програма, стартирала преди повече от 40 години, която и до днес обаче продължава да показва на децата правилните стъпки в поддържането на перфектна дентална грижа. И макар да са отминали дълги години от стартирането, целите на образователния проект съвсем не намаляват. Напротив, Bright Smiles, Bright Futures програмата се разширява границите си до 50 държави и достига до над 50 милиона деца годишно, за да покаже, че само когато от значение са правилните грижи, тогава всеки може да се радва на здрава и красива усмивка.
1. 1 2  www.sec.gov //   16 февруари 2023 г.